# 皮尔莱特·路易茜
皮尔莱特·路易茜女爵士，GCMG（英語：Dame Calliopa Pearlette Louisy，1946年6月8日—），圣卢西亚总督（1997-2017），是担当此职位的第一位女性。

## 生平
- 1946年6月8日出生于圣卢西亚。
- 曾在牙买加的西印度大学和魁北克的拉瓦尔大学学习过多种语言和语言学。
- 1994年获英国布里斯托尔大学高等教育学专业的哲学博士。
- 1997年7月，获得英女王伊丽莎白二世授予的圣迈克尔及圣乔治大十字勋章。
- 1997年9月17日就任总督，至2017年12月31日卸任。